# Кроче ди Бафи (Козенца)
Кроче ди Бафи је насеље у Италији у округу Козенца, региону Калабрија.
Према процени из 2011. у насељу је живело 305 становника. Насеље се налази на надморској висини од 665 м.